# Hrvoje Sep
Hrvoje Sep (Vinkovci, 26. veljače 1986.), hrvatski boksač.
Natjecao se u osmini finala Olimpijskih igara 2016. u poluteškoj kategoriji - do 81 kilograma.
Brončanu medalju je osvojio na Europskom amaterskom prvenstvu 2011. i 2015. godine. Momčadski je prvak WSB iz 2011., 2013. i 2015.
Član je Leonarda iz Zagreba.